# Dositej Obradović
Dimitrij »Dositej« Obradović (srbsko Димитрије Обрадовић, pronounced [dɔsǐtɛːj ɔbrǎːdɔʋitɕ];srbski avtor, filozof, jezikoslovec, potovalec, poliglot in prvi srbski minister za izobraževanje, *17.februarja 1739–1742 (leto rojstva ni popolnoma gotovo), † 7. april 1811
V času Srbske revolucije je prepoznan kot vpliven člen srbske narodne in kulturne preroditve. Velik zagovornik razsvetljenja in racionalnih idej je ob tem bil velik pristaš Srbske ortodoksne cerkve. Štet je tudi kot začetnik moderne srbske literature, a praviloma prepoznan, kot je samostanska navada, po svojem enem imenu Dositej, ki ga je pridobil v samostanu Hopovo. Kot prevajalec je pomemben zaradi prevoda Ezopovih basni in nekaterih drugih evropskih klasik v srbski jezik.

## Življenje
S pravim imenom je Obradović Dimitrij. Tako je ime tudi njegovemu soimenjaku: Dimitriju Tirolu (srbsko: Димитрије П. Тирол) (1793-1855), ki se je prav tako rodil v Čakovu pri Temišvaru, Habsburška monarhija.

Rodil se je torej Obradović kot Dimitrij v mestu Čakovo v Banatu, revnim staršem. Romunsko ime naselja, ki se je tedaj nemško imenovalo Tschakowa, je danes Ciacova, Timiş regija, Romunija. Njegovi starši so umrli še v njegovem otroštvu, tako da je preživel otroštvo kot vajenec za poklic v kraju Temešvar, nedaleč od svoje vasi. Njegova želja po študiju in branju je bila velika, vso pozornost pa je namenil življenju svetnikov in njihovim čudežem.
Obradović je bil prepričan, da je našel svoje mesto v samostanu Hopovo, 97 km stran od Temešvarja. Pridružil se mu je tudi kolega privpravnik.
Ob prihodu v samostan se Obradović zaveže meništvu 17.februarja 1757 in je pri tem srečen. Želja po meništvu pa po začetnem veselju do knjig in miru usahne. Prijetna okolica, čudovito okolje samostana so bile daleč stran od sanj o puščavniškem bivanju. Dositej postane kritičen tudi do menihov okoli sebe in kmalu ugotovi, da ga je gnala predvsem želja po znanju in ne iskanje svetosti. Obradović tako zapusti samostan Hopovo in išče velike knjižnice in dobre šole.
Po več kot treh letih v samostanu, kjer se je učil staro cerkveno slovanščino in klasično grščino, Dositej zapusti Hopovo in 2.novembra 1760 odide v Zagreb, kjer se uči latinščine. Nameraval je ubrati pot do Dunaja (knjige) ali Rusije (to je bila običajna pot za učenjake). A svetujejo mu Dalmacijo, ki je tedaj pod beneško nadvlado, kjer se mu obljublja delo ravnatelja in tako prihrani nekaj za potovanje. Tako se tudi odloči in postane ravnatelj v Golubiču. Po treh letih idile se obrne proti Črni Gori, nato gre proti Albaniji, Grčiji, Konstantinoplu, Mali Aziji, vmes pa se preživlja s tutorstvom. Tako potuje 10 let (1761–1771), v Grčiji je njegovo bivanje najbolj premožno.

Obradović v tem času veliko odnese v učenju. Italijanski jezik mu postane domač v Dalmaciji, grščina, stara in govorjena, postane bližja. Že kot otrok je odraščal v dvojezičnem okolju, zdaj je znal še nemško, angleško, francosko, rusko, albansko, italijansko, latinsko in grško. Po 40 letih potovanj je obnavljal vse doslej naštete jezike, obiskal pa tudi še Poljsko, Romunijo, Rusijo, Dunaj, Trst. Prva srbska vstaja se zgodi, ko biva v Trstu. Priključi se vstajnikom, najprej kot posrednik med Rusijo in mlado Srbijo, zbira obvestila in pripravlja različne listine, nato pa na vabilo Karađorđe Petrovića postane prvi srbski minister za izobraževanje. 
Dositej in mnoštvo drugih dobro izučenih Srbov z ozemlja nekdanje Avstro-Ogrske monarhije pomagajo uveljavljati zahodnjaške reforme in znanje Srbom, ki živijo na teritoriju Srbije, ki jo imajo Turki pod nadzorom. Dositej je pomagal tudi pri širjenju krompirja v te kraje, kar je pomagalo prebivalstvu zoper lakoto. Vuk Karadžić in Dositej sta tako očeta srbskega modernega jezika in promotorja modernosti za te kraje. V Beogradu umre leta 1811.

## Misel, moralna oporoka
Ideje razsvetljenstva so dosegle Balkanski polotok bolj v obliki literature, kot v obliki abstraktne filozofije ali tehnoloških pridobitev. V drugi polovici osemnajstega stoletja je bilo dobršnje število srbskih piscev (še posebej v etničnih manjšinah Madžarske), ki so bili antiklerikalni, uperjeni proti primitivizem in neznanje in so zahtevali širitev izobraževanja in znanja med prebivalstvom tudi onkraj same cerkve. Dositej Obradović je ponudil v svojem pisanju poglavitne misli razsvetljenstva in jih tako učil in izpisoval. Kot izraziti popotnik je videl svoj narod tako pod Turško kot AvstroOgrsko oblastjo in želel ponuditi reforme obema imperijema. Prvi je ustanovil javno šolo v Albaniji. Pomemben je tudi kot začetnik visokošolske izobrazbe na področju Srbije, saj je ustanovil predhodnico sedanje Beograjske univerze. 

## Dediščina
Muzej Vuka in Dositeja (srbsko:Музеј Вука и Доситеја) je eden najbolj pomembnih spominskih muzejev v Beogradu. Ustanovljen 1949, upodablja življenje, delo in dediščino Vuka Stefanovića Karadžića (1787–1864), reformista srbskega knjižnega jezika, in Dositeja Obradovića. Nagrada Dositeja Obradovića je podeljena za posebne prispevke pri prevajanju književnih del in promociji srbske kulture.
Hiša, v kateri se je rodil Dositej, še vedno stoji. Bila je odkupljena od romunske družine in prenovljena. To je zasluga podjetja Hemofarm, ki je skupaj z Srbsko matico in Inštitutom za književnost in umetnost postavili Fundacijo Dositeja Obradovića.

## Dela
- Slovo poučiteljno Gosp. Georg. Joakima Colikofera, Leipzig, 1774, 31 pp.
- Pismo Haralampiju, 1783
- Život i priključenija D.O., Leipzig, 1783, 1788
- Sovjeti zdravago razuma, Leipzig, 1784, 119 pp.
- Ezopove i pročih raznih basnotvorcev basne, Leipzig, 1788, 451 pp.
- Pesme o izbavleniju Serbije, Dunaj, 1789, 4 pp.
- Sobranije raznih naravoučitelnih veščej, Pécs, 1793, 2 + 316 pp.
- Etika ili filozofija naravnoučitelna, Benetke, 1803, 160 pp.
- Vostani Serbije, 1804.
- Mezimac I Budim, 1818, 230 + 11 pp.
- Ižica, 1830
- Pisma Budim, 1829, 126 pp.
- Prvenac Karlštat, 1930, 17 + 168 pp.
- Jastuk roda moga (izgubljeno), 1813

### Prevodi
- Slovo poučitelno, 1784.
- Istina i prelest, (kratke zgodbe), 1788.
- Put u jedan dan, (kratke zgodbe), 1788.
- Hristoitija
- Bukvica
- Etika
- Venac
- Damon
- Ingleska izrečenija